# سقوط نیشابور در حمله مغول به ایران
سقوط نیشابور در ۶۱۸ق/۱۲۲۱م به براندازی حکومتِ خوارزمشاهیان بر نیشابور و چیرگی امپراتوری مغول بر آن در ۱۶ ژوئن ۱۲۲۱ م اشاره دارد. همهٔ منابع تاریخی در این باره، یک‌سویه به‌دست مسلمانان (فارسی و عربی) نگاشته شده‌است.
حمله مغول و تأثیرات پس از آن، به عنوان ضربه‌ای رکودکننده در تاریخ نیشابور و در پی آن تمدن اسلامی و ایران مطرح است. این شهر مهد علم و دانش و نوآوری در دوران طلایی اسلام بود «تبدیل به جویبارهای خون گردید، و از سران مردان و زنان و کودکان هرم‌هایی ساخته شد، و حتی به سگ‌ها و گربه‌های شهر نیز رحم نکردند.»
سقوط نیشابور، ضربه‌ای بزرگ برای سلطنت خوارزمشاهیان و ایران بود. بعد از پیروزی مغولان، این شهر و شهرهای تابع آن سال‌ها خالی از سکنه بود.
سلطان محمد خوارزمشاه، نتوانست در مقابل حملهٔ چنگیزخان، ایستادگی کند. شهر و ولایات ماوراءالنهر، هر یک به‌طور جداگانه، علیه مغولان جنگیدند. سلطان، به بهانهٔ آن‌که لشکر جدیدی را آماده کند، به سوی خراسان گریخت و بر طبق خبری، وی در تاریخ ۱۲ صفر۶۱۷هـ/۱۸ آوریل ۱۲۲۰م وارد نیشابور شد به سمت بغداد نزد خلیفه روانه شد.
سپاه‌سالاران مغول، همچنان به تعقیب او ادامه می‌دادند. پس از مدتی، دسته‌های سربازان –تغوچارنویان- داماد چنگیزخان، برای تصرف ولایات خراسان، عازم این دیار شدند. همزمان، دسته‌های برکه نویان هم به لشکر تغاچار نویان پیوستند. هریک از دسته‌های مغول، وظیفهٔ معین داشتند ولی تاکتیک تصرف شهرها و روستاها، یک سبک بود. روستاها و دهکده‌های کوچکتر را تخریب می‌کردند و مردان را به اسارت می‌گرفتند تا در محاصرهٔ شهرهای بزرگ از آن‌ها به عنوان نیروی غیرمنظم استفاده کنند. این دسته‌ها، قلعه‌ها و حصارها را محاصره می‌کردند و توسط منجنیق‌ها، دیوار قلعه‌ها و حصارها را فرو می‌ریختند، ساکنان شهرها را بیرون می‌راندند و سپس آن‌جا را اشغال و غارت می‌کردند و بعد از این، اهل شهر را بعضاً قتل‌عام می‌کردند. «مغولان، آن‌چنان ترسی در میان مردم حکمفرما کرده بودند که هیچ فردی جرأت فرار و حرکت را نداشت.» یکی از نویسندگان و و شاهدان واقعهٔ حمله مغول در آن روزگار، می‌نویسد:
در این میان، وضعیت روحی اسیران، بسیار مطلوب‌تر از کسانی بود که در خانه به انتظار سرنوشت می‌لرزیدند.
در ۱۱ربیع‌الاول سال ۶۱۷ هجری، سپاه جبه نویان و سوبوتای بهادر، به دروازهٔ شهر نیشابور رسیدند. جبه نویان، ابتدا ۱۴ نفر سواره را که ساربان بودند، جهت تعقیب فرستاد. این گروه، از وضع وزیر شریف‌الدین، آگاه بودند. چند نفر از سواران دیگر به دنبال آن‌ها رفته و در مسافت سه فرسنگی از شهر، آن‌ها را یافتند که تعدادشان تقریباً هزار نفر بود و مغولان طی زد و خوردی، آن‌ها را شکست دادند و هر چه که راجع به سلطان محمد خوارزمشاه لازم بود، به دست آورده و بعد از آن اسیران را کشتند. بعد از این، مغولان، از اهالی شهر خواستند که تسلیم شوند، و حاکم شهر نیشابور – مجیرالملک - چنین پاسخ داد:
شهر نشابور، از قبل سلطان، من دارم و من مردی پیرم، اهل قلم و شما بر عقب سلطان می‌روید، اگر بر سلطان، ظفر باشد ملک شما راست و من نیز بنده باشم.
مجیرالملک تغذیهٔ مغولان را تأمین کرد و آنان نیز به تعقیب سلطان به راه افتادند. بعد از رفتن این سپاه، روز به روز سپاهیان جدید مغول به نیشابور نزدیک می‌شدند. این اوضاع، تا اول ربیع‌الثانی ادامه پیدا کرد.
در این روز، جبه نویان، خود به نیشابور رسید و شیخ‌الاسلام، قاضی و وزیر شهر را به نزد خود فراخواند. اما رؤسای شهر سه نفر از طبقهٔ متوسط شهر را نزد نویان مغول فرستادند تا در مورد تغذیه و علوفهٔ مغولان، به گفتگو پردازند. جبه نویان، متنی را به حروف ایغوری و با مهر سرخ به آن‌ها داد و از این طریق، از آن‌ها خواست تا سپاهیان مغول را از نظر غذا تأمین کنند و نیز دستور داد تا هرچه زودتر حصارهای اطراف شهر، تخریب شود و بعد از این، جبه نویان نیز به دنبال سلطان محمد خوارزمشاه به راه افتاد. اما هر جای را که ترک می‌کردند، غنایم به جای گذاشته و شحنه و حاکم جدیدی تعیین می‌کردند. سپاهیان مغول که منطقه نیشابور آمده بودند، و چون تعداد سپاهشان بسیار کم فقط به غارت و چپاول اطراف شهر می‌پرداختند.
خراسان آن روزگار، بیش‌تر از بیست شهر متوسط داشت و بدین علت، مغولان در ابتدا به تصرف این شهرها پرداختند. بعد از آن‌که این شهرها و دهکده‌ها را تصرف کردند، با نیروی بیش‌تر و قوی‌تر، روانهٔ نیشابور شدند.

حملات چنگیز خان

در سال ۶۱۸ ه. ق بین طغاچار داماد چنگیز مغول با مرزداران نیشابور درگیری رخ داد. در یک روز هزار نفر از طرفین به قتل رسیدند ولی در وقت مراجعت تیری به سوی طغاچار از جانب یک مرزدار نیشابور انداخته شد که بر اثر جراحات وارده از پای درآمد.
مردم نیشابور چند روز بعد متوجه شدند که در این جنگ داماد چنگیز کشته شده و سپاه مغول دست از آن‌ها برنخواهند داشت، بنابراین به سرکردگی شرف‌الدین امیر مجلس حاکم نیشابور متحد و هم قسم شدند که «تا جان در بدن دارند از پای ننشینند و تسلیم نشوند.» شهر و اهالی نیشابور علیه مغولان شورش کردند.
تولی‌خان پسر چنگیز که این خبر را شنید پس از فتح مرو با لشکریان خود به نیشابور آمد و به همه امرای سپاه خودش اعلام کرد که چنگیز گفته‌است:
 چون مردم نیشابور طغاچار را کشته‌اند هیچ‌یک نباید زنده بمانند و شهر باید خراب شود و در محل جو کاشته شود
بنابر این سپاهیان مغول در روز چهارشنبه نیمه ربیع الاخر سال ۶۱۸ ه. ق با سه هزار چرخ انداز و صد منجنیق و عراده و چهارصد نردبان و هشتصد نفت انداز و دو هزار و پانصد خروار سنگ محاصره کردند.
شرف الدین نیز، در مقابل، بر در هر دروازه نیشابور دوازده هزار مرد جانباز و تیرانداز تعیین نمود. مدت هشت شبانه روز از دو طرف در کوشش و کشش بودند و عده‌ای بی‌شمار از طرفین به قتل رسیدند و نیز چند تن از امرای نامدار تولی‌خان کشته شدند. در این موقع حاکم نیشابور به اتفاق ائمه و اعیان و اصول و کلانتران نیشابور قاضی ممالک خراسان مولانا رکن‌الدین علی بن ابراهیم مغیشی را به نزدیک تولی‌خان فرستادند و اظهار تبعیت و خراج گزاری کردند ولی تولی‌خان قبول ننمود و قاضی را نگهداشت.
روز دیگر بعد از برگزاری نماز جمعه در نیشابور، تولی‌خان در اطراف شهر گشتی زد و به سپاهیان خود گفت می‌خواهم امشب این شهر را گرفته باشید. لشکریان به یکباره حمله آوردند و
مجانیق و خرکها را پیش بردند و نفت اندازان نفاتی کردند و از در نشیب و فراز و درون و برون و جوان و پیر غلغله و نفیر و ولوله شهیق و زفیر به اوج رسید و از هفتاد نقطه دیوارهای شهر را سوراخ کردند و قریب ده هزار سرباز مغول تا صبح به خونریزی پرداختند و صبح شنبه همسر طغاچار (دختر چنگیز) با ده هزار سوار وارد شهر شد و از روز شنبه تا چاشتگاه چهارشنبه قتل و غارت کردند و همه مردم را به جز چهار کمانگر کشتند و حتی سگها و گربه‌ها را کشتند و باروی شهر را کوفته و مناظر و منازل و حصارها و همه قصرها را با زمین هموار ساختند و هفت شبانه روز بر شهر آب بستند و سپس جو کاشتند و تا سبز شد توقف نمودند. مدت ۱۲ شبانه روز شمارش مقتولان به طول انجامید و یک میلیون و هفتصد و چهل و هفت هزار مرد به استثنای زنها و اطفال به شمارش درآمد.